# Bunthörnchen-Bornavirus 1
Das Bunthörnchen-Bornavirus 1 (englisch Variegated squirrel bornavirus 1, abgekürzt VSBV-1) ist das einzige bislang beschriebene Virus in der Spezies Orthobornavirus sciuri (früher Mammalian 2 orthobornavirus) aus der Familie Bornaviridae.
Sein natürlicher Wirt ist das Bunthörnchen (Sciurus variegatoides) und weitere Hörnchenarten. Das Bunthörnchen-Bornavirus 1 wurde erstmals beschrieben, als bei Züchtern dieser Hörnchenart in Sachsen-Anhalt zwischen 2011 und 2013 tödlich verlaufende Enzephalitiden auftraten und als einziges infektiöses Agens dieses Virus im Liquor und Gehirnbioptaten erstmals identifiziert wurde.
Das Bunthörnchen-Bornavirus 1 löst bei den infizierten Hörnchen keine Erkrankung aus, kann als Zoonose (Zooanthroponose) nach Übertragung auf den Menschen jedoch eine potenziell tödlich verlaufende Enzephalitis auslösen. Durch das Friedrich-Loeffler-Institut (FLI) konnte bei einem aus der Zucht der Betroffenen stammenden Bunthörnchen und bei Gewebeproben aus dem Gehirn der verstorbenen Züchter via Metagenomanalyse eine übereinstimmende Gensequenz identifiziert werden, die auf das Vorkommen eines neuartigen Bornavirus hindeutete. Über die Herkunft der Viren, die Epidemiologie und die potenziellen Übertragungswege dieser Zoonose liegen keine Informationen vor, Kratz- oder Bissspuren werden als wahrscheinliche Übertragungswege angenommen. Im Januar 2016 wurde mitgeteilt, dass weitere infizierte Tiere in Zoos und bei privaten Haltern identifiziert werden konnten, darunter auch Arten der Schönhörnchen (Callosciurinae).
Für den direkten Nachweis „humanpathogener Bornaviren“ beim Menschen besteht nach § 7 Infektionsschutzgesetz (IfSG) in Deutschland eine namentliche Meldepflicht.  Das „Auftreten“ der „Erreger“ von „Bornavirus-Infektionen“ bei Säugetieren ist in Deutschland ebenfalls meldepflichtig (§ 1 in Verbindung mit der Anlage der Verordnung über meldepflichtige Tierkrankheiten).

## Belege
1. 1 2 3 4 5 6  ICTV: ICTV Master Species List 2019.v1, New MSL including all taxa updates since the 2018b release, March 2020 (MSL #35)
2. ↑  NCBI: Variegated squirrel bornavirus 1, VSBV-1
3. ↑  Bornaviridae - Bornaviridae - Negative-sense RNA Viruses - ICTV. Archiviert vom Original (nicht mehr online verfügbar) am 2. Juni 2021; abgerufen am 1. Juni 2021.  Info: Der Archivlink wurde automatisch eingesetzt und noch nicht geprüft. Bitte prüfe Original- und Archivlink gemäß Anleitung und entferne dann diesen Hinweis.
4. ↑  
Neues Bornavirus auf den Menschen übertragbar. (Memento vom 13. September 2016 im Internet Archive) Informationen des Friedrich-Loeffler-Instituts (FLI), 9. Juli 2015; abgerufen am 4. September 2016.
5. ↑  
Neues Bornavirus bei Bunthörnchen entdeckt - möglicher Zusammenhang mit Infektionen bei Menschen. (Memento des Originals vom 14. September 2016 im Internet Archive)  Info: Der Archivlink wurde automatisch eingesetzt und noch nicht geprüft. Bitte prüfe Original- und Archivlink gemäß Anleitung und entferne dann diesen Hinweis. Informationen des Robert Koch-Instituts in Berlin, 9. Juli 2015; abgerufen am 4. September 2016.
6. ↑  
Bernd Hoffmann, Dennis Tappe, Dirk Höpe u. a.: A Variegated Squirrel Bornavirus Associated with Fatal Human Encephalitis. In: The New England Journal of Medicine. 2015, Band 373, S. 154–16, doi:10.1056/NEJMoa1415627
.
7. ↑  
Further cases of Variegated Squirrel 1 Bornavirus. (Memento vom 13. September 2016 im Internet Archive) Informationen des Friedrich-Loeffler-Instituts (FLI), 3. Januar 2016; abgerufen am 4. September 2016.
8. ↑  
Steckbrief Variegated squirrel 1 bornavirus (VSBV-1). (Seite nicht mehr abrufbar, festgestellt im Juni 2023. Suche in Webarchiven)  Info: Der Link wurde automatisch als defekt markiert. Bitte prüfe den Link gemäß Anleitung und entferne dann diesen Hinweis. Friedrich-Loeffler-Institut (FLI), 1. März 2016; abgerufen am 4. September 2016.
9. ↑  Verordnung über meldepflichtige Tierkrankheiten (TKrMeldpflV 1983) – Verordnung über meldepflichtige Tierkrankheiten in der Fassung der Bekanntmachung vom 11. Februar 2011 (BGBl. I S. 252), die zuletzt durch Artikel 1 der Verordnung vom 8. Juli 2020 (BGBl. I S. 1604) geändert worden ist